# Liste der Bodendenkmäler in Zapfendorf
Auf dieser Seite sind die Bodendenkmäler in dem oberfränkischen Markt Zapfendorf zusammengestellt. Diese Tabelle ist eine Teilliste der Liste der Bodendenkmäler in Bayern. Grundlage ist die Bayerische Denkmalliste, die auf Basis des Bayerischen Denkmalschutzgesetzes vom 1. Oktober 1973 erstmals erstellt wurde und seither durch das Bayerische Landesamt für Denkmalpflege geführt wird. Die folgenden Angaben ersetzen nicht die rechtsverbindliche Auskunft der Denkmalschutzbehörde.

## Bodendenkmäler in Zapfendorf

### Bodendenkmäler in der Gemarkung Kirchschletten
| Lage                      | Objekt | Akten-Nr.     | Bild |
| ------------------------- | --- | ------------- | ---- |
| Kirchschletten (Standort) | Archäologische Befunde im Bereich des ehemaligen frühneuzeitlichen Schlosses/Rittergutes von Kirchschletten mit untertägigen Teilen der ehemalige Ökonomiegebäude und Gartenanlagen; heute Kloster Maria Frieden. | D-4-5931-0132 |      |
| Kirchschletten (Standort) | Archäologische Befunde im Bereich der mittelalterlichen Kirche St. Johannes der Täufer von Kirchschletten sowie vermutlich archäologische Befunde im Bereich eines mittelalterlichen Herrschaftssitzes.           | D-4-5931-0134 |      |

### Bodendenkmäler in der Gemarkung Kleukheim
| Lage                 | Objekt | Akten-Nr.     | Bild |
| -------------------- | --- | ------------- | ---- |
| Kleukheim (Standort) | Bestattungsplatz mit Grabhügeln vorgeschichtlicher Zeitstellung mit Bestattungen der Urnenfelderzeit und der Hallstattzeit. | D-4-5931-0012 |      |

### Bodendenkmäler in der Gemarkung Lauf
| Lage            | Objekt | Akten-Nr.     | Bild |
| --------------- | --- | ------------- | ---- |
| Lauf (Standort) | Bestattungsplatz mit Grabhügel vorgeschichtlicher Zeitstellung. | D-4-5931-0087 |      |
| Lauf (Standort) | Mittelalterlicher Burgstall. | D-4-5931-0088 |      |
| Lauf (Standort) | Archäologische Befunde im Bereich eines mittelalterlichen Turmhügels sowie im Bereich der frühneuzeitlichen katholischen Filialkirche Hl. Drei Könige von Lauf mit mittelalterlichem Vorgängerbau und Körperbestattungen im ehemals ummauerten Kirchhof. | D-4-5931-0089 |      |
| Lauf (Standort) | Siedlung vorgeschichtlicher Zeitstellung. | D-4-5931-0098 |      |
| Lauf (Standort) | Bestattungsplatz mit Grabhügeln vorgeschichtlicher Zeitstellung. | D-4-5931-0203 |      |
| Lauf (Standort) | Vorgeschichtliche Abschnittsbefestigung. | D-4-6031-0023 |      |

### Bodendenkmäler in der Gemarkung Oberleiterbach
| Lage                      | Objekt | Akten-Nr.     | Bild |
| ------------------------- | --- | ------------- | ---- |
| Oberleiterbach (Standort) | Bestattungsplatz mit teils verebneten Grabhügeln vorgeschichtlicher Zeitstellung und Bestattungen der Hallstattzeit und der frühen Latènezeit.                         | D-4-5931-0071 |      |
| Oberleiterbach (Standort) | Bestattungsplatz mit Grabhügeln vorgeschichtlicher Zeitstellung. | D-4-5931-0072 |      |
| Oberleiterbach (Standort) | Archäologische Befunde im Bereich der spätmittelalterlichen und frühneuzeitlichen katholischen Filialkirche St. Laurentius von Oberleiterbach mit ummauertem Kirchhof. | D-4-5931-0174 |      |

### Bodendenkmäler in der Gemarkung Reuthlos
| Lage                | Objekt                                                          | Akten-Nr.     | Bild |
| ------------------- | --------------------------------------------------------------- | ------------- | ---- |
| Reuthlos (Standort) | Bestattungsplatz mit Grabhügel vorgeschichtlicher Zeitstellung. | D-4-5931-0086 |      |

### Bodendenkmäler in der Gemarkung Sassendorf
| Lage                  | Objekt                                                           | Akten-Nr.     | Bild |
| --------------------- | ---------------------------------------------------------------- | ------------- | ---- |
| Sassendorf (Standort) | Bestattungsplatz mit Grabhügeln vorgeschichtlicher Zeitstellung. | D-4-6031-0169 |      |

### Bodendenkmäler in der Gemarkung Unterleiterbach
| Lage                       | Objekt | Akten-Nr.     | Bild |
| -------------------------- | --- | ------------- | ---- |
| Unterleiterbach (Standort) | Burgstall des Mittelalters. | D-4-5931-0128 |      |
| Unterleiterbach (Standort) | Archäologische Befunde im Bereich der spätmittelalterlichen und frühneuzeitlichen Filialkirche St. Maria Magdalena von Unterleiterbach mit ehemals ummauertem Kirchhof und mittelalterlichem Vorgängerbau. | D-4-5931-0178 |      |
| Unterleiterbach (Standort) | Archäologische Befunde im Bereich des frühneuzeitlichen Schlosses in Unterleiterbach mit Garten. | D-4-5931-0179 |      |
| Unterleiterbach (Standort) | Archäologische Befunde im Bereich der frühneuzeitlichen katholischen Friedhofskapelle St. Valentin in Unterleiterbach mit frühneuzeitlichem hölzernem Vorgängerbau.                                        | D-4-5931-0180 |      |

### Bodendenkmäler in der Gemarkung Zapfendorf
| Lage                  | Objekt | Akten-Nr.     | Bild |
| --------------------- | --- | ------------- | ---- |
| Zapfendorf (Standort) | Bestattungsplatz mit Grabhügel vorgeschichtlicher Zeitstellung. | D-4-5931-0077 |      |
| Zapfendorf (Standort) | Bestattungsplatz mit Grabhügel vorgeschichtlicher Zeitstellung. | D-4-5931-0078 |      |
| Zapfendorf (Standort) | Siedlung vorgeschichtlicher Zeitstellung. | D-4-5931-0080 |      |
| Zapfendorf (Standort) | Mittelalterliche Wüstung Beyckheim. | D-4-5931-0084 |      |
| Zapfendorf (Standort) | Frühneuzeitliche Wüstung. | D-4-5931-0085 |      |
| Zapfendorf (Standort) | Siedlung vorgeschichtlicher Zeitstellung. | D-4-5931-0100 |      |
| Zapfendorf (Standort) | Siedlung vorgeschichtlicher Zeitstellung. | D-4-5931-0101 |      |
| Zapfendorf (Standort) | Archäologische Befunde im Bereich der frühneuzeitlichen, nach starker Zerstörung zeitgeschichtlich erweitert wieder aufgebauten katholischen Pfarrkirche St. Peter und Paul von Zapfendorf mit ehemals ummauertem Kirchhof und mittelalterlichem Vorgängerbau. | D-4-5931-0170 |      |